# Ley de hierro de los sueldos
La ley de hierro de los sueldos, también conocida como ley de bronce de los salarios, fue una teoría económica expuesta por algunos economistas clásicos a finales del siglo XVIII y principios del siglo XIX, según la cual los salarios reales tienden "de forma natural" hacia el salario mínimo necesario de subsistencia para la vida del trabajador. Cualquier incremento en los salarios por encima de este nivel provoca que las familias tengan un mayor número de hijos y, por tanto, un incremento de la población, con el consiguiente aumento de la competencia por obtener un empleo hará que los salarios se reduzcan de nuevo a ese mínimo.
La teoría fue nombrada por primera vez por Ferdinand Lassalle a mediados del siglo XIX. Karl Marx y Friedrich Engels atribuyen la doctrina a Lassalle (especialmente en la Crítica del Programa de Gotha de 1875), la idea al Ensayo sobre el principio de la población de Thomas Malthus y la terminología "grandes y eternas leyes de hierro" a Goethe en Das Göttliche.
La ley fue acuñada en referencia a los puntos de vista de los economistas clásicos, como la ley de la renta de David Ricardo y la teoría de la población de Thomas Malthus. Sostenía que el precio de mercado del trabajo (que tiende al mínimo requerido para la subsistencia de los trabajadores) siempre, o casi siempre, disminuiría a medida que aumentara la población trabajadora y viceversa. Ricardo creía que esto sucedía sólo bajo condiciones particulares.

## Ferdinand Lassalle

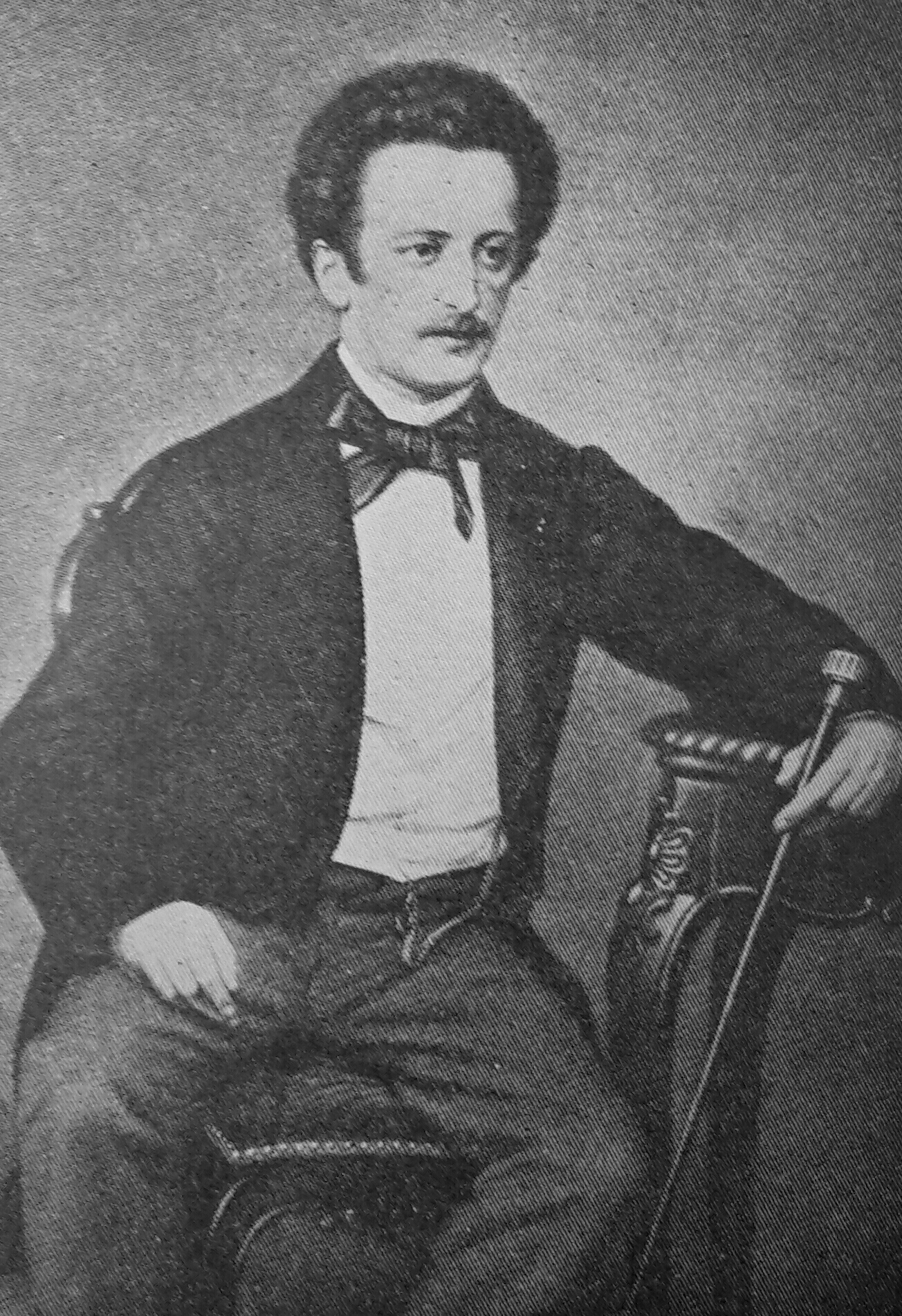
Ferdinand Lassalle.

Según Alexander Gray, Ferdinand Lassalle "se atribuye el mérito de haber inventado" la frase "ley de hierro de los salarios", como escribió Lassalle sobre "das eiserne und grausame Gesetz" (la ley de hierro y cruel).
Según Lassalle, los salarios no pueden caer por debajo del nivel salarial de subsistencia porque sin subsistencia, los trabajadores no podrán trabajar. Sin embargo, la competencia entre los trabajadores por el empleo reducirá los salarios a este nivel mínimo. Esto se deduce de la teoría demográfica de Malthus, según la cual la población aumenta cuando los salarios están por encima del "salario de subsistencia" y cae cuando los salarios están por debajo de la subsistencia. Suponiendo que la demanda de trabajo es una función dada y monótonamente decreciente de la tasa de salario real, la teoría predijo entonces que, en el equilibrio a largo plazo del sistema, la oferta de trabajo (es decir, la población) aumentará o disminuirá en función del número de trabajadores necesarios con el salario de subsistencia.
La justificación para esto era que cuando los salarios son más altos, la oferta de trabajo aumentará en relación con la demanda, creando un exceso de oferta y, por lo tanto, deprimiendo los salarios reales del mercado; Cuando los salarios son más bajos, la oferta de mano de obra caerá, aumentando los salarios reales del mercado. Esto crearía una convergencia dinámica hacia un equilibrio de salarios de subsistencia con población constante, de acuerdo con la teoría de la oferta y la demanda.
Como notó Ricardo, esta predicción no se cumpliría mientras nuevas inversiones, tecnología o algún otro factor hicieran que la demanda de mano de obra aumentara más rápido que la población: en ese caso, tanto los salarios reales como la población aumentarían con el tiempo. La transición demográfica (una transición de altas tasas de natalidad y mortalidad a bajas tasas de natalidad y mortalidad a medida que un país se industrializa) cambió esta dinámica en la mayor parte del mundo desarrollado, lo que llevó a salarios mucho más altos que el salario de subsistencia. Incluso en los países que todavía tienen poblaciones en rápida expansión, la necesidad de mano de obra calificada en ciertas ocupaciones hace que algunos salarios aumenten mucho más rápido que en otras.
Para responder a la pregunta de por qué los salarios podrían caer hacia un nivel de subsistencia, Ricardo propuso la ley de la renta. Ricardo y Malthus debatieron este concepto en una larga correspondencia personal.

## David Ricardo

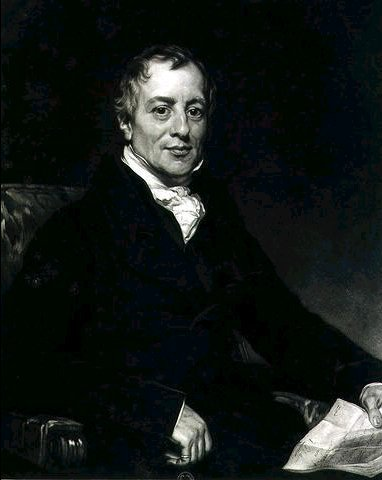
David Ricardo.

El contenido de la ley de hierro de los salarios ha sido atribuido a economistas anteriores a Lassalle. Por ejemplo, Antonella Stirati señala que Joseph Alois Schumpeter afirmó que Anne-Robert-Jacques Turgot fue la primera en formular el concepto. Algunos (por ejemplo, John Kenneth Galbraith) atribuyen la idea a David Ricardo. Según Terry Peach, los economistas que interpretan a Ricardo como alguien con una visión más flexible de los salarios incluyen a Haney (1924), J. R. Hicks (1973), Frank Knight (1935), Ramsay (1836), George Stigler (1952) y Paul Samuelson (1979). Considera que Ricardo, por ejemplo, está más cerca de las visiones más flexibles de la población características de los economistas anteriores a Malthus.

El economista clásico David Ricardo explica en sus Principios de economía política y tributación de 1917 por qué los salarios bajan hasta el nivel de subsistencia. Ricardo hizo una distinción entre un precio natural y un precio de mercado. Para Ricardo, el precio natural del trabajo era el costo de mantener al obrero. Sin embargo, Ricardo creía que el precio de mercado de la mano de obra o los salarios reales pagados podían exceder el nivel del salario natural indefinidamente debido a las tendencias económicas compensatorias:
A pesar de la tendencia de los salarios a ajustarse a su tasa natural, su tasa de mercado puede, en una sociedad en mejora, durante un período indefinido, estar constantemente por encima de ella; porque tan pronto como se obedece al impulso que un capital aumentado da a una nueva demanda de trabajo, otro aumento de capital puede producir el mismo efecto; Y así, si el aumento del capital es gradual y constante, la demanda de trabajo puede dar un estímulo continuo a un aumento de la población.
Ricardo también afirmaba que el salario natural no era necesariamente lo que se necesitaba para sostener físicamente al trabajador, sino que podía ser mucho más alto dependiendo de los "usos y costumbres" de una nación. Escribió:
Un obrero inglés consideraría su salario por debajo de su tasa natural, y demasiado escaso para mantener a una familia, si no le permitieran comprar otro alimento que las patatas, y vivir en una habitación no mejor que una cabaña de barro; Sin embargo, estas demandas moderadas de la naturaleza a menudo se consideran suficientes en países donde "la vida del hombre es barata" y sus necesidades se satisfacen fácilmente.
Ricardo basaba su argumentación en la ley de los rendimientos decrecientes de la tierra. A medida que las mejores tierras se iban ocupando, la creciente población se desplazaba a tierras con una productividad menor, es decir, tierras marginales. Cuando las tierras solo dan para subsistir, el salario es, por tanto, de subsistencia. Debido a la competencia entre los trabajadores, además, ese salario será el mismo para todos los trabajadores (incluso para aquellos que trabajan en tierras con mayor productividad). El argumento de David Ricardo se puede extrapolar también a una economía industrial (no solo agrícola) si suponemos también rendimientos decrecientes del factor capital.[cita requerida] No obstante, según el propio Ricardo, el precio de mercado de la mano de obra en una sociedad que se fuera dotando de mayores capitales y adelantos técnicos, podría superar la tasa de subsistencia durante mucho tiempo.
Esta ley influyó en Karl Marx, en su temprana visión pesimista, acerca de la posibilidad de que los trabajadores puedan beneficiarse del capitalismo. Sin embargo, es un error frecuente considerar que Marx concuerda con Ricardo respecto de esta ley, ya que para el primero, la cantidad y tipo de mercancías necesarias para reproducir la fuerza de trabajo tienen un carácter histórico y cultural; no necesariamente se encuentran en un nivel mínimo de subsistencia. Ferdinand Lassalle la divulgó posteriormente como "Ley de bronce económica" (Das echerne ökonomishe Gesetz, 1863), al compararla con la perennidad de las leyes escritas en placas de bronce. El economista Henry George notó que la ley de la renta de Ricardo no implicaba que una reducción de los salarios a la subsistencia fuera un hecho inmutable, sino que señalaba el camino hacia reformas que podrían aumentar en gran medida los salarios reales, como un impuesto sobre el valor de la tierra.

## Críticas
Ha habido críticos socialistas de Lassalle y de la supuesta ley de hierro del salario, tanto marxistas como anarquistas. Karl Marx, argumentó que si bien había una tendencia a que los salarios cayeran a niveles de subsistencia, también había tendencias que funcionaban en direcciones opuestas. Marx criticó la base maltusiana de la ley de hierro del salario. Según Malthus, la humanidad está destinada en gran medida a vivir en la pobreza porque un aumento de la capacidad productiva da lugar a un aumento de la población. Marx criticó a Lassalle por malinterpretar a David Ricardo. Marx también señaló que el fundamento de lo que él llamó "economía política moderna" necesita, para la teoría del valor, sólo que los salarios sean de una magnitud dada. Lo hizo alabando a los fisiócratas. El anarquista y sindicalista revolucionario francés Émile Pouget también criticó la supuesta ley del hierro afirmando que "¡Ni siquiera es una ley de goma!". Argumentó, sobre una base simplemente empírica, que Inglaterra, Estados Unidos y Australia tenían una tasa de pago más alta y un menor costo de las necesidades básicas que Francia.
Desde que se extendiera el control de natalidad, la observación de Malthus de que la oferta de trabajadores siempre excede la demanda ha dejado de sostenerse, y los salarios en la mayoría de los países se han elevado muy por encima del nivel de subsistencia, aunque se mantengan en dicho nivel en los países que no permiten controlar la natalidad.[cita requerida]
Algunos economistas modernos[¿quién?] creen que las empresas pagan a sus trabajadores un plus sobre los niveles de subsistencia para hacerlos más eficientes. En la teoría de los salarios eficientes, las empresas se aseguran de que sus trabajadores tienen dinero suficiente para comprar comida y alojamiento porque los trabajadores que están adecuadamente alimentados y alojados son más productivos que los que no.[cita requerida]
Sin embargo, esta explicación no tiene en consideración la ley de la oferta y la demanda, que sí es considerada por otros economistas. Según esta explicación, los trabajadores entran y permanecen en un sector por los salarios ofrecidos. Las industrias en crecimiento ofrecen salarios más altos, obligando a las demás a pagar más para mantener a sus trabajadores, al menos mientras la oferta de trabajadores no exceda la demanda. Es decir, mientras más empresas existan, los salarios son más altos en el mercado laboral, y mientras menos empresas existan, los salarios son más bajos.[cita requerida]
No obstante, en condiciones de alto nivel de desempleo vuelve a poder aplicarse la norma, ya que dicho desempleo implica la imposibilidad de acudir a cualquier otro sector al tiempo que indica la sobreabundancia de mano de obra: el sueldo de un trabajo, como medio de sustento, escasea, y, por lo tanto, vuelve a bajar.[cita requerida]